# Федак Степан Олександрович
Степан Олександрович Федак (нар. 18 березня 1998, Ужгород, Закарпатська область, Україна) — український футболіст, захисник ФК «Ужгород».

## Біографія
Спершу захопився футболом в дитячі роки і здобував ази гри в місцевій шкільній секції. Пізніше, як здібний юнак-футболіст, перебрався в ужгородську СДЮШОР, за яку виступав до 2015 року.
У 2015 році став гравцем прем'єрлігового «Закарпаття», проте грав виключно за другу команду, провівши 27 офіційних гри за сезон.
Паралельно з тим в 2015 та 2016 роках він був заявлений і до складу двох клубів, що виступали у чемпіонаті Закарпатської області: команди «Середнє» з однойменного смт та ужгородського «Спартакуса». В обласній першості Степан Федак провів близько 40 офіційних ігор.
З 2017 року виступає за клуб «Минай». З 2018 року грає на професійному рівні, адже минайці стартували в Другій лізі першості Україи з футболу.

## Досягнення[2]
- Чемпіонат України серед аматорів
  - 1 місце, група 1: 2018
- Чемпіонат Закарпатської області
  - Чемпіон: 2017
- Кубок Закарпатської області
  - Володар: 2017, 2018
- Суперкубок Закарпатської області
  - Володар: 2017.